# 大福遺跡
大福遺跡（だいふくいせき）、旧称・大福西遺跡（だいふくにしいせき）は奈良県桜井市大福に所在する弥生時代後期の集落を主体とする複合遺跡。西隣に近接する坪井・大福遺跡とも密接な関係を持ち、同一の遺跡として捉えられることもある。出土した袈裟襷文銅鐸は奈良県指定有形文化財に指定され、富本銭と歩揺は桜井市指定有形文化財に指定されている。

## 概要
大和川の支流・寺川（てらかわ）左岸の標高約65メートルの平坦な沖積地に所在する。奈良県の埋蔵文化財包蔵地地図での登録IDは「14B-0202」、周知の埋蔵文化財包蔵地範囲としては桜井市大福地内にあり、横倒しになった卵形を呈する。包含される遺構・遺物は弥生時代から奈良時代におよぶ。
また、同遺跡は藤原京の京域北東部に含まれているため、条坊制道路遺構が交錯し、発掘調査の際は、弥生時代より上層の遺構面で当該時期の遺構・遺物も検出される。
西隣に近接し、橿原市常磐町にまたがる坪井・大福遺跡（ID：14B-0001 、旧称・坪井遺跡）とは県の遺跡地図上での遺跡範囲とIDを異にしており、かつては別個の遺跡として扱われる事もあった。しかし両遺跡は、これまでの複数回にわたる発掘調査成果により、弥生時代中期から後期にかけての同一集落領域であったことが捉えられており（後述）、両遺跡は一体のものと考えられている。
ただし、行政の発掘調査などの埋蔵文化財保護に関する取り扱いの際、桜井市は、現在の大福遺跡（旧称・大福西遺跡）の範囲と坪井・大福遺跡（主に桜井市側）の範囲を併せて「大福遺跡」として取り扱っているが、これに対して橿原市および奈良県立橿原考古学研究所は、当初、坪井・大福遺跡の範囲の橿原市側を「坪井遺跡」、桜井市側を「大福遺跡」と称していたが、後に両者を併せて「坪井・大福遺跡」と称している。このため、地方自治体や研究機関によって両遺跡の呼称法や取り扱い方に相違があり注意が必要である。

## 調査と成果
下村正信、網干善教、佐原眞らによりその存在を報告されて以降、唐古・鍵遺跡などに並ぶ奈良盆地の主要な弥生時代遺跡として認識されてきた。
1974年（昭和49年）、宅地開発に伴い奈良県立橿原考古学研究所が現在の坪井・大福遺跡（旧・坪井遺跡）範囲の東端部（桜井市側）を「大福遺跡」の第1次調査として発掘調査し、環濠集落の環濠等を検出した。また、1981年（昭和56年）には、奈良県立耳成高等学校の建設に伴い現在の坪井・大福遺跡（旧・坪井遺跡）範囲の北端部（橿原市側）で、橿原考古学研究所が「坪井遺跡」の第1次・第2次調査として発掘調査を実施した。
以後、橿原市教育委員会が坪井・大福遺跡（遺跡ID:14B-0001）の橿原市側範囲を「坪井遺跡」あるいは「坪井・大福遺跡」として複数回発掘調査し、桜井市教育委員会が坪井・大福遺跡（遺跡ID:14B-0001）の桜井市側範囲と大福遺跡（遺跡ID:14B-0202、旧・大福西遺跡）の範囲を「大福遺跡」として発掘調査をしており、1985年（昭和60年）に市立大福小学校建設に伴い実施された「大福遺跡」第3次調査では、方形周溝墓の周溝底部に掘られた埋納坑より、突線鈕Ⅰ式の袈裟襷紋銅鐸（通称・大福銅鐸）が出土した。2008年（平成20年）の第28次調査では、溝状遺構から木製の甲のほか、青銅器鋳造用の送風管、さらに纒向遺跡で出土した木製仮面と同類の可能性のある仮面状木製品が出土した。また、2012年（平成24年）の第30次調査では、古墳時代にみられる用途不明の銅製品である「筒形銅器」の祖型と目されている「筒状銅器」が出土した。桜井市教育委員会による「大福遺跡」の発掘調査は、2014年（平成26年）時点で32次を数える。
これらのことから大福遺跡は、弥生時代前期から中期にかけて大規模な環濠集落が形成された坪井・大福遺跡東側の集落関連領域とみられ、弥生中期には方形周溝墓などの墓地が形成され、後期には集落そのものが移動し、古墳時代前期まで継続する遺跡であることが判明した。

## 坪井・大福遺跡との関係
大福遺跡と坪井・大福遺跡とは、ともに弥生時代中期から後期にかけての遺構・遺物が検出されることから両者の関係性が示唆されていたが、2006年（平成18年）から2008年（平成20年）にかけて、市道敷設に伴い桜井市教育委員会により行なわれた大福遺跡（旧・大福西遺跡）範囲における「大福遺跡」第25・26・28次調査により、両遺跡の関係性がある程度把握された。
これらの成果によれば、弥生時代中期に西側の坪井・大福遺跡の環濠集落が隆盛する時期に、大福遺跡では方形周溝墓が造営されており、環壕外の墓地などの施設があった領域とみられ、さらに弥生時代後期に入ると、坪井・大福遺跡の環濠集落が衰退し、入れ替わるように東の大福遺跡で溝や青銅器鋳造用遺物など、集落に関連する遺構や遺物が増加することから、集落域が東方に移動したらしいことなどが判明した。このため、両者は、行政の埋蔵文化財包蔵地地図においては範囲が分離しているが、発掘調査に基づく遺跡の実態としては、一体のものと捉えられている。

## 文化財

### 奈良県指定文化財
- 有形文化財
  - 袈裟襷文銅鐸（考古資料） - 桜井市立埋蔵文化財センター保管。1992年（平成4年）3月6日指定。

### 桜井市指定文化財
- 有形文化財
  - 大福遺跡出土の富本銭と歩揺（考古資料） - 桜井市立埋蔵文化財センター保管。2000年（平成12年）6月12日指定。

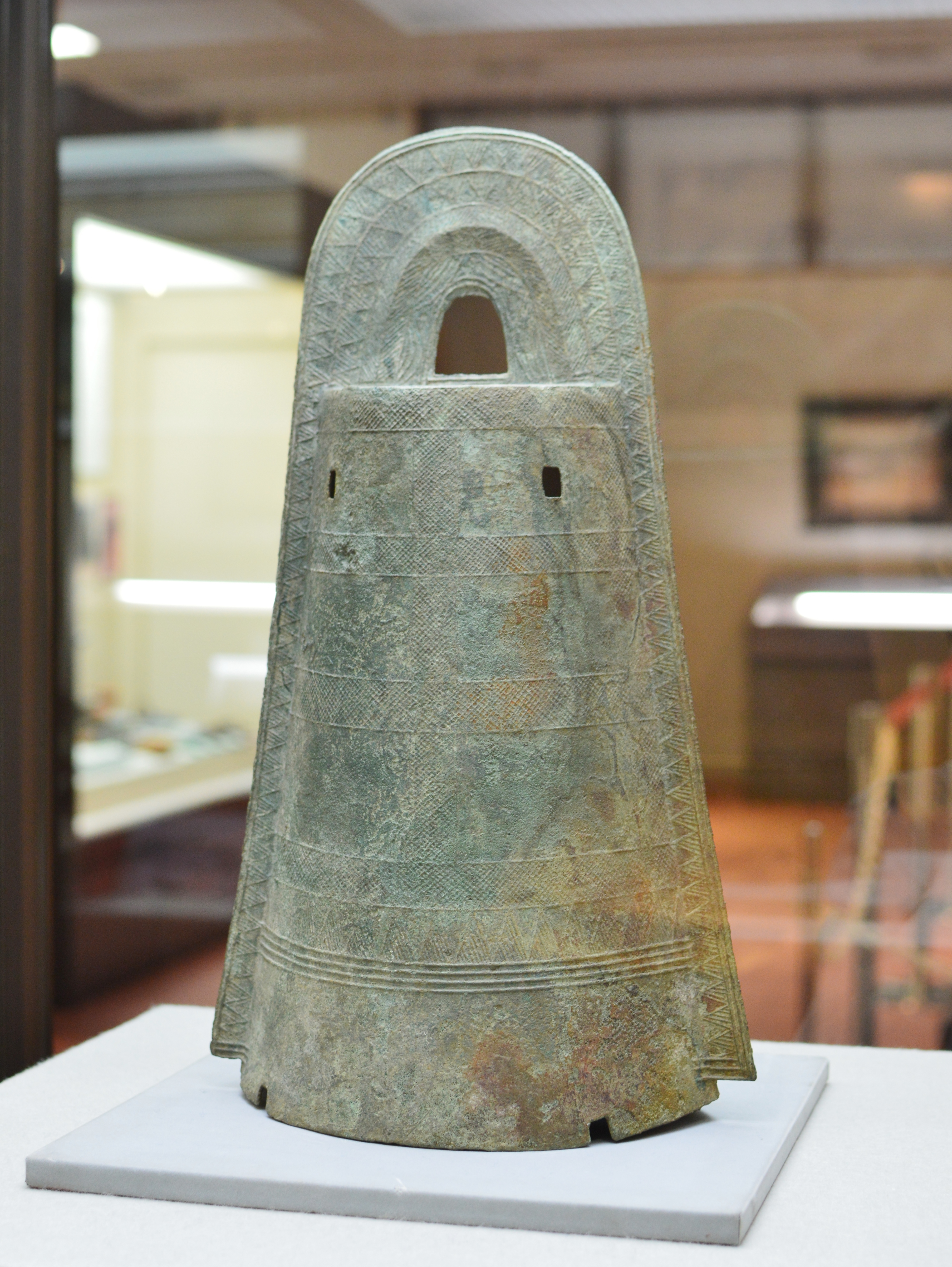
袈裟襷文銅鐸
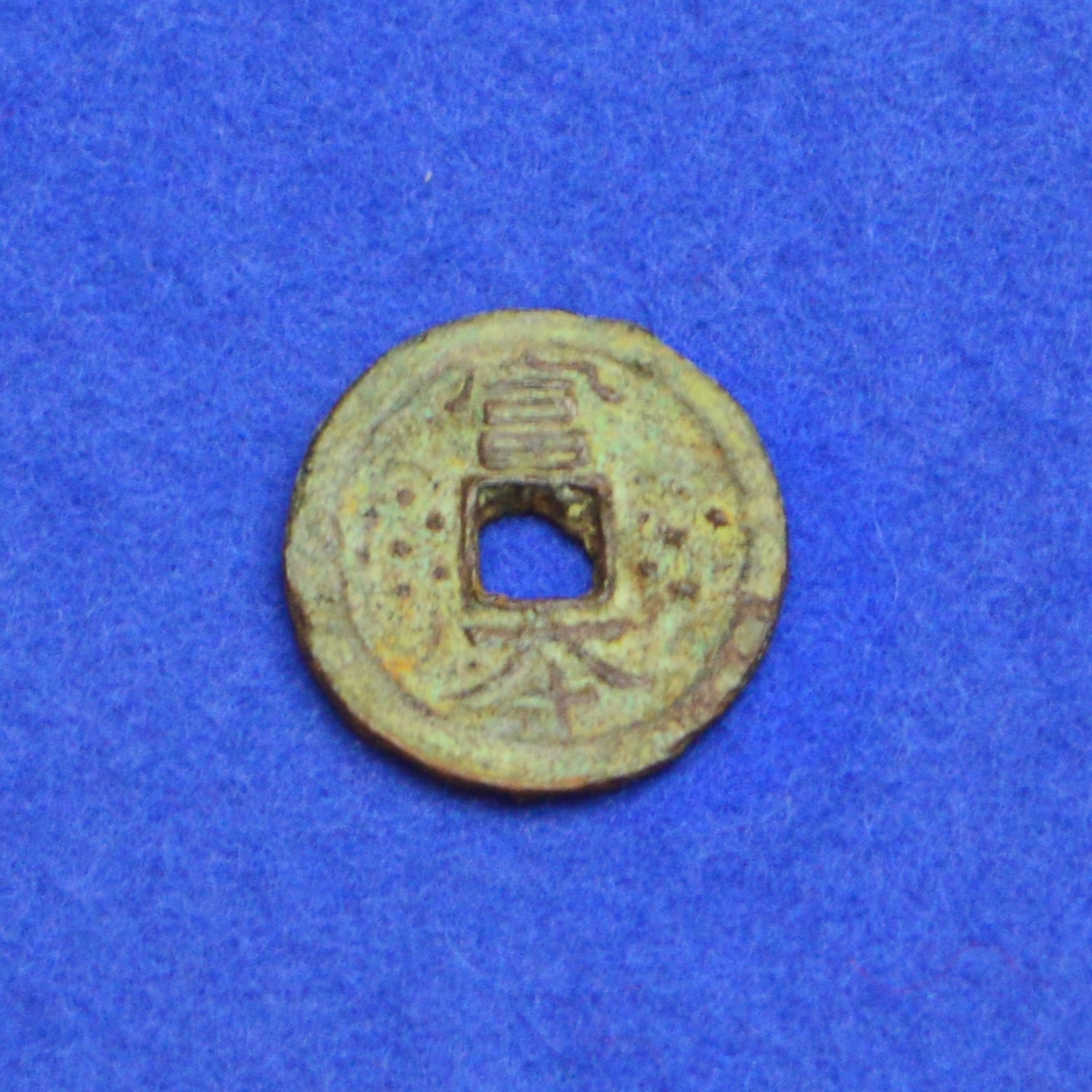
富本銭